# Pseudo-Hegesippus
Pseudo-Hegesippus dient als Autorenname für eine dem Hegesippus fälschlicherweise zugeschriebene, um 370 n. Chr. entstandene  (pseudepigraphische) Schrift. Ursprünglich wurde die Schrift unter dem Titel „De excidio Hierosolymitano“ („Über die Zerstörung Jerusalems“) bekannt. Dabei handelt es sich um eine lateinische Paraphrase der altgriechisch verfassten Geschichte des jüdischen Krieges des Flavius Josephus. Das Werk enthält auch Passagen aus anderen Schriften, unter anderem aus den Jüdischen Altertümern des Flavius Josephus und von Marcus Tullius Cicero. Es enthält eine überarbeitete Version des Testimonium Flavianum. Unter dem Namen des Hegesippus überliefert, ist der eigentliche Autor des Werkes unbekannt. 
Die älteste erhaltene Handschrift des Pseudo-Hegesippus entstand Ende des 6. Jahrhunderts in Italien und befindet sich heute in der Universitätsbibliothek Kassel. Das Werk wurde erstmals 1510 in Paris gedruckt.

## Ausgaben

### Kritische Textedition
- Vincentius Ussani (Hrsg.): Hegesippus, Historiae libri V  (= Corpus Scriptorum Ecclesiasticorum Latinorum. Band 66/1), 1932.
- Vincentius Ussani (Hrsg.): Hegesippus, Historiae libri V. Praefatio et Indices. Mit einem Vorwort von K. Mras (= Corpus Scriptorum Ecclesiasticorum Latinorum. Band 66/2), 1960.

### Digitalisate früher Drucke
- Egesippi Historiographi Inter Scriptores ecclesiasticos uetustissimi, de rebus a Iudaeor[um] principibus in obsidione fortiter gestis, deq[ue] excidio Hierosolymorum, aliarumq[ue] ciuitatu[m] adiacentium : libri quinq[ue] ; Eivsdem Anacephaleosis fini operis adiecta est / diuo Ambrosio Mediolanensi episcopo interprete. – Apud sanctam Romanorum Coloniam : Cervicornus, Anno M. D. XXV; mense Martio. Digitalisat
- Egesippi/// des Hochberühmten Für-//trefflichen Christlichen Geschichtschri-//bers/ fünff Bücher: Vom Jüdischen Krieg/// vnd endlicher zerstörung der Herrlichen// vnd gewaltigen Statt Je-//rusalem : Jetz newlich auß dem Latein ... verteutschet/ mit kurtzen Summarien aller vnnd jeder// Bücher vnd Capitel/ Auch ordenlicher Jarrechnung ge-//zieret/ vnd mit Concordantzen beydes auff die Hey-//lige Bibel vnd vnsern newen Teutschen// Josephum gerich-//tet. - Straßburg : Rihel, 1578. Digitalisat
- Egesippi … fünff Bücher: Vom Jüdischen Krieg vnd endlicher zerstörung der herrlichen vnd gewaltigen Statt Jerusalem. - ca. 1611. Digitalisat